# 英力士1:59挑战赛
英力士1:59挑战赛（英語：Ineos 1:59 Challenge）是指于2019年10月12日由英力士在奥地利维也纳举行的马拉松比赛。该比赛旨在令选手于2小时内完成马拉松全程。最终来自肯尼亚的长跑选手埃利乌德·基普乔盖以1小时59分40.2秒的成绩挑战成功，成为世界上第一个在2小时之内跑完马拉松的人。

## 举办契机
在该次挑战赛举办之前，世界各地就已有过几次目标为“破二”的挑战赛。如2017年5月，耐克曾在意大利蒙扎国家赛车场举办过名为破二挑战的挑战赛。肯尼亚长跑运动员埃利乌德·基普乔盖以2:00:25的成绩跑完全程，离预计的目标仅差25秒。这也是截至英力士1:59挑战赛举办前人类达成的最快的马拉松成绩。

## 赛事过程

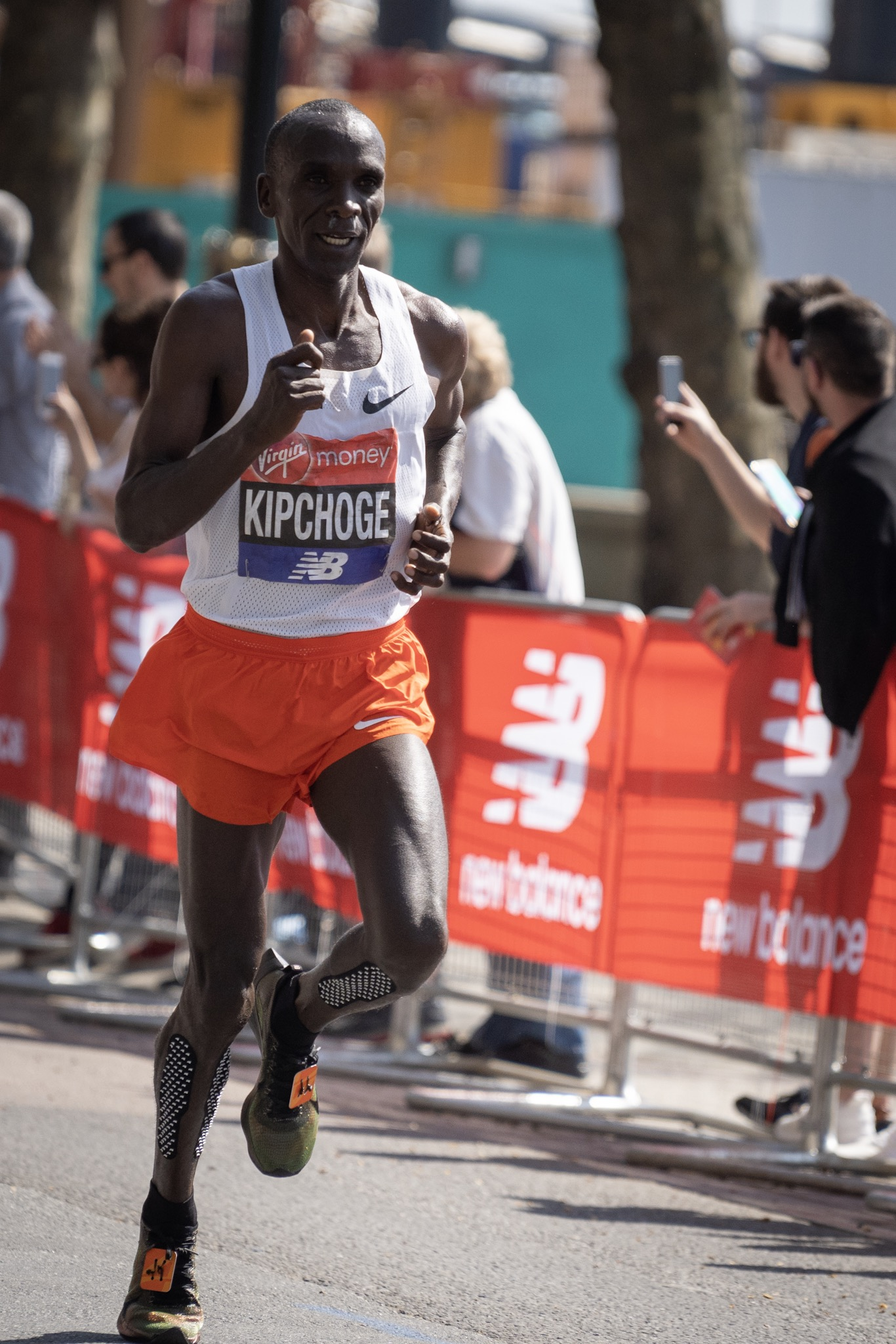
参赛选手埃利乌德·基普乔盖，摄于2018年伦敦马拉松

该次挑战赛仅有1名参赛选手，即先前于2017年破二挑战中跑出2:00:25的肯尼亚长跑选手埃利乌德·基普乔盖。为突破人类极限，基普乔盖在挑战全程除有前导车带领之外，还配备了42名专业运动员的配速陪跑团。
主办方英力士起初希望在2019年10月12日举办这项挑战赛。为预防突然的恶劣天气条件，主办方提前预留了8天的观察期以待进一步确认情况。主办方预备的开赛时间为当天5时至9时，为了使观众人数最大化，主办方决定在8时15分开始挑战赛。在挑战赛开始时，当地气温为9 °C（48 °F），结束时上升至12 °C（54 °F）。

## 特殊配置與策略
主辦方事前替基普喬蓋增加了許多協助挑戰的配置及策略如下：
- 配置前導車提供雷射引導配速陪跑團以及基普乔盖，使他們能精確的配速而不會浪費精力在不必要的加速上。
- 事前精心挑選過路線，確保不會浪費任何精力在風阻或是方向轉換以及上下坡道。因此選擇兩旁種滿了高大的樹木得以抗風，以及非常平坦的路面。
- 選擇的地點離與基普喬蓋平常練習的肯亞訓練場地相近，使得基普喬蓋不會受到時差的影響，也不會影響他的睡眠或飲食。
- 選擇在低海拔的地點增加氧氣，這樣也可以有助於表現。
- 基普喬蓋穿著由 NIKE 贊助的尚未上市的跑鞋 Vaporfly Next 的更新版。NIKE 表示這種鞋子有助於增加 4% 的跑步效率。[9] 這種新型跑鞋當時尚未被世界田徑組織禁止使用，事實上，在挑戰賽隔日舉辦的芝加哥馬拉松，前10名跑者都是穿這種 Vaporflys 跑鞋。
- 配速陪跑團在基普喬蓋前面組成 V 字型協助避免風阻。另外有兩位配速陪跑者在基普喬蓋後面。[10]
- 由工作人員騎腳踏車在旁邊做水分補給，而不是用一般常見在路邊的補水站，以節省時間。

由於破二挑戰時在封閉場地，不開放觀眾，只讓少數的媒體以及 Nike 的員工在場。基普喬蓋在接受英力士1:59跳戰時，要求希望能在開放場地，並在大眾面前挑戰。

## 挑战结果
埃利乌德·基普乔盖最终以1小时59分40.2秒的成绩完成挑战，平均每5千米的所需时间为14分10.8秒。由于这场挑战赛无其他竞争者，加之配速团的陪跑不符合田径规则，故此次成绩不会被列入国际田径联合会纪录，但此賽事之目的即為盡可能減少外在阻力，讓運動員挑戰人類極限，因此仍有其重大意義。
| 距离点     | 时间小计 | 时间总计 |
| ---------- | -------- | -------- |
| 5 km       | 14:10    | 0:14:10  |
| 10 km      | 14:10    | 0:28:20  |
| 15 km      | 14:14    | 0:42:34  |
| 20 km      | 14:13    | 0:56:47  |
| 25 km      | 14:12    | 1:10:59  |
| 30 km      | 14:12    | 1:25:11  |
| 35 km      | 14:12    | 1:39:23  |
| 40 km      | 14:12    | 1:53:35  |
| 42.195 km  | 6:05     | 1:59:40  |
| 平均每5 km | 14:10.8  |          |